# Malzella floridana
Malzella floridana är en kräftdjursart som först beskrevs av Benson och G. L. Coleman II 1963.  Malzella floridana ingår i släktet Malzella och familjen Hemicytheridae. Inga underarter finns listade i Catalogue of Life.